# یاسین ساندی
یاسین ساندی (انگلیسی: Yacine Saandi؛ زادهٔ ۲ آوریل ۱۹۸۷) بازیکن فوتبال اهل اتحاد قمر است.
از باشگاه‌هایی که در آن بازی کرده‌است می‌توان به باشگاه فوتبال نیم المپیک اشاره کرد.